# Traité élémentaire de chimie

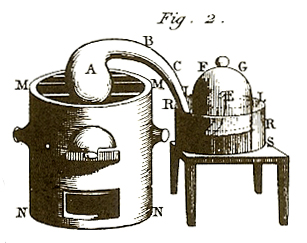
Une planche du livre.

Le Traité élémentaire de chimie est un livre d'Antoine Lavoisier paru en 1789. Il est considéré comme le premier manuel chimique moderne, et présente une vue unifiée des nouvelles théories de chimie, fournit un rapport clair de la loi de la conservation de la masse et nie l'existence du phlogiston. En outre, Lavoisier clarifie le concept d'un élément comme substance simple qui ne peut être décomposée par aucune méthode connue d'analyse chimique, et conçoit une théorie de la formation des composés chimiques des éléments.
De plus, l'ouvrage contient une liste d'éléments ou substances qui ne peuvent être décomposés davantage, incluant l'oxygène, l'azote, l'hydrogène, le phosphore, le mercure, le zinc et le soufre. Dans la liste figurent aussi la lumière et la chaleur, toutes deux qui ne sont plus considérées comme étant de la matière selon la physique moderne.

## Illustrations
Les illustrations de ce traité sont de Marie-Anne Pierrette Paulze, femme de sciences, épouse et collaboratrice d'Antoine Lavoisier.

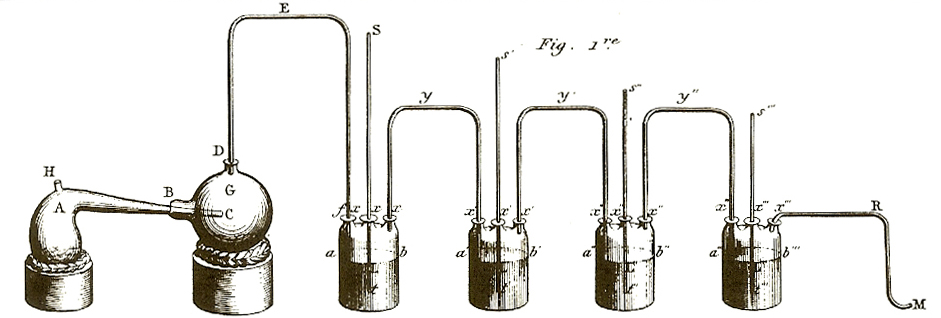
Traité élémentaire de chimie, Lavoisier, extrait du tome I Pl. IV Fig. 1.